# Campbell Polson Berry

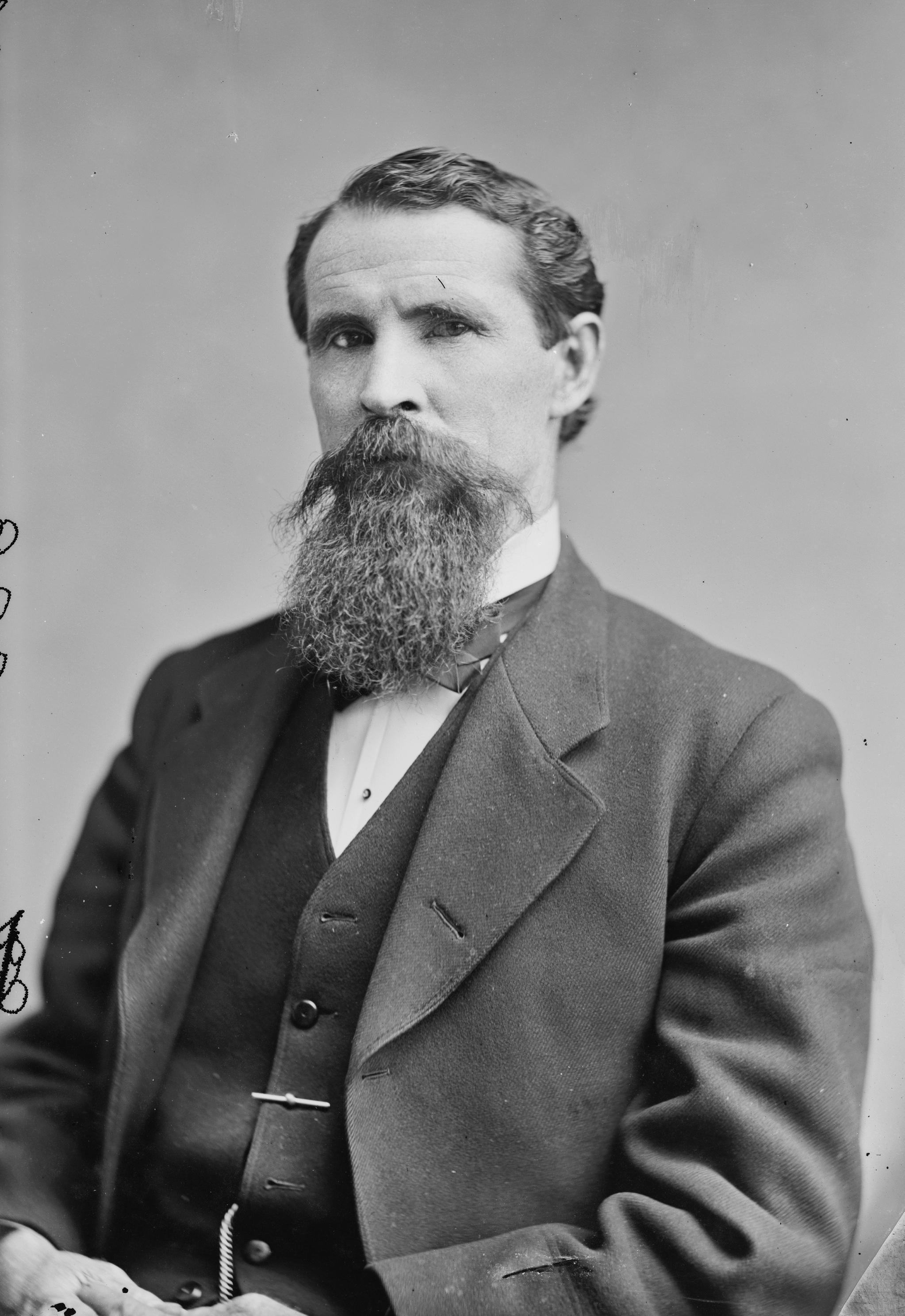
Campbell Polson Berry

Campbell Polson Berry (* 7. November 1834 im Jackson County, Alabama; † 8. Januar 1901 in Wheatland, Kalifornien) war ein US-amerikanischer Politiker. Zwischen 1879 und 1883 vertrat er den Bundesstaat Kalifornien im US-Repräsentantenhaus.

## Werdegang
Campbell Berry war ein Cousin von US-Senator und Gouverneur James Henderson Berry (1841–1913) aus Arkansas. Im Jahr 1841 zog er mit seinen Eltern nach Berryville in Arkansas, wo er die Grundschule besuchte; ab 1857 lebte er in der Nähe von Yuba City in Kalifornien. Er studierte bis 1865 am Pacific Methodist College in Vacaville. Gleichzeitig begann er als Mitglied der Demokratischen Partei eine politische Laufbahn. Zwischen 1866 und 1869 war er Landrat im Sutter County. Hauptberuflich arbeitete er in der Landwirtschaft und für kurze Zeit auch im Handel. Von 1869 und 1878 saß Berry mehrfach als Abgeordneter in der California State Assembly. In den Jahren 1877 und 1878 fungierte er als deren Präsident.
Bei den Kongresswahlen des Jahres 1878 wurde Berry im dritten Wahlbezirk von Kalifornien in das US-Repräsentantenhaus in Washington, D.C. gewählt, wo er am 3. März 1879 die Nachfolge von John K. Luttrell antrat. Nach einer Wiederwahl konnte er bis zum 3. März 1883 zwei Legislaturperioden im Kongress absolvieren. Im Jahr 1882 verzichtete er auf eine weitere Kandidatur. Zwischen 1894 und 1898 arbeitete Berry als Subtreasurer of the United States für das US-Finanzministerium in San Francisco. Er starb am 8. Januar 1901 in Wheatland.